# 戴思遠
戴思遠（9世纪—935年），先後為後梁及後唐重要軍事將領。
戴思遠本是後梁大將，初年事奉後梁太祖朱溫，以武藝及能幹而知名。開平元年（907年），自右羽林統軍加檢校司徒，出任為晉州刺史。開平二年（908年），授職右監門上將軍，尋改為華州防禦使。開平三年（909年），自左天武使復授職右羽林統軍。
郢王朱友珪篡位後，授職洺州團練使。貞明年間出任邢州留後，遷任本州節度使。桀燕將領張萬進殺滄州留後劉繼威，以城歸屬後梁，末帝朱友貞下命戴思遠鎮守。後唐莊宗李存勗平定魏博，以大軍前去滄、德二州，戴思遠棄鎮渡河回歸汴京，累遷天平軍節度使兼北面招討使，帶領兵馬與李存勗對壘。其後，李存勗討伐張文禮於鎮州，契丹來援，李存勗追襲契丹至幽州。戴思遠聽聞，總集大軍以襲擊魏州，至魏店，遇到李嗣源騎軍剛巧殺至，戴思遠只好涉渡洹水，攻陷成安，復歸楊村寨，盡率其眾，攻打德勝北城。城中危急，符存審晝夜乘城以拒後梁大軍。李存勗自薊州五日馳至魏州，戴思遠知道後解圍而去。其後李嗣源襲下鄆州，戴思遠因而被罷去軍權，降授職宣化軍留後。
同年，李存勗攻入汴京，戴思遠只好自鄧州入朝投降，復令他歸鎮。後唐明宗李嗣源即位，移戴思遠授職洋州節度使。其後西川的孟知祥及董璋叛亂，戴思遠以董璋為他的故人，避嫌請其他人代其職，征入朝宿衛，以年紀大告老，授職太子少保致仕。
清泰二年（935年）八月，戴思遠於家中逝世。

## 延伸阅读
[在维基数据编辑]
 《舊五代史/卷64》，出自薛居正《舊五代史》